# Frigărui
Frigărui (API: /fri.gə'ruj/, la singular: frigăruie) este un fel de mâncare românesc  ce constă în bucăți mici de carne (de obicei porc, vită, berbec, oaie sau găină) fripte pe un băț, asemenea kebabului. Deseori, bucățile de carne alternează cu cele de slănină, cârnați și cu legume, de exemplu ceapă, ardei roșii, ardei grași și ciuperci. Este asezonată cu condimente gen piper, usturoi, cimbru, rozmarin, maghiran și dafin.